# Eduard von Grebmer zu Wolfsthurn

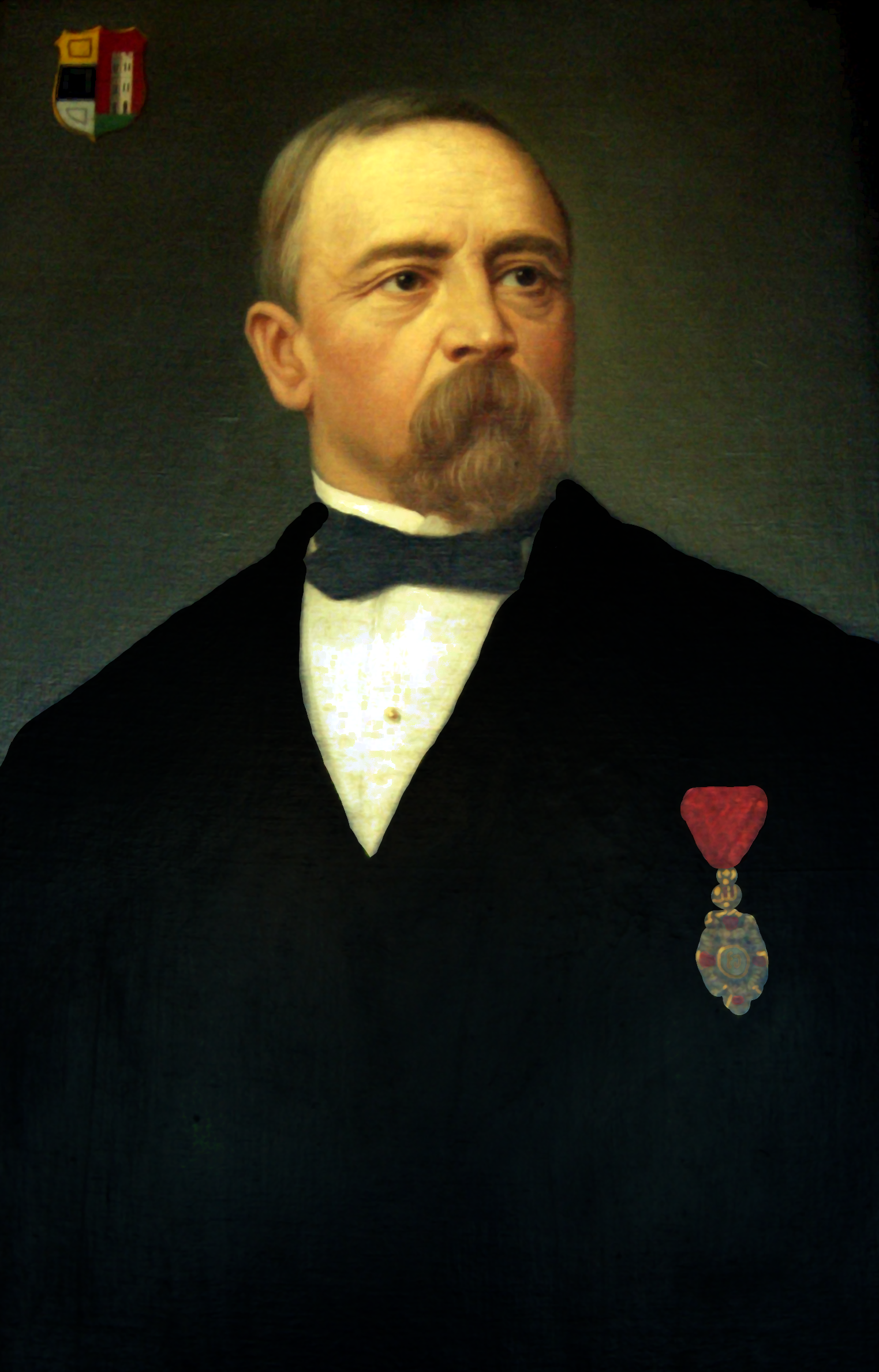
Eduard von Grebmer zu Wolfsthurn – Porträt im Rokokosaal des Alten Landhauses in Innsbruck

Eduard von Grebmer zu Wolfsthurn, auch Eduard Grebmer von Wolfsthurn (* 24. Januar 1821 in Dietenheim; † 11. Januar 1875 in Bruneck) war ein österreichischer Rechtsanwalt und Politiker.

## Leben
Eduard von Grebmer zu Wolfsthurn wurde als Sohn des Rechtsanwaltes, Postmeisters und Abgeordneten Josef Ludwig von Grebmer zu Wolfsthurn auf dem Familienansitz „Aschgut“ in Dietenheim geboren. Seine Mutter Elisabeth von Steyer zu Riedburg brachte die Posthalterei und die umliegende Landwirtschaft in die Ehe ein.
Er studierte Rechtswissenschaften in Innsbruck, Graz und Padua, wo er zum Dr. jur. promovierte. 1848 zeichnete er sich als Hauptmann der 1. Brunecker Schützenkompanie im Gefecht bei Cadore besonders aus. 1850 übersiedelte er nach Bruneck, um die väterliche Anwaltskanzlei sowie das Hotel zur Post samt Posthalterei und umliegender Landwirtschaft zu übernehmen. Dadurch wurde er auch k. und k. Postmeister.
1864 war er Mitbegründer der Freiwilligen Feuerwehr Bruneck, der ersten dieser Art in Südtirol. 1878 wurde Eduard von Grebmer zu Wolfsthurn gegenüber dem Rathaus in Bruneck am Graben ein Denkmal als Dank für seine Verdienste für die Stadt und das Land errichtet.

## Politische Tätigkeit
1848 wurde Eduard von Grebmer zu Wolfsthurn zum Bürgermeister von Dietenheim gewählt, obwohl er noch nicht das gesetzliche Mindestalter von 30 Jahren, das für diesen Posten vorgesehen war, erreicht hatte. Seine Wahl wurde jedoch dennoch gebilligt, nachdem die Gemeindevertreter von Dietenheim argumentierten, dass Kaiser Franz Joseph I. gerade einmal 18 Jahre alt sei.
1861 wurde er zum Bürgermeister von Bruneck sowie zum Abgeordneten des Tiroler Landtages gewählt. Jener entsandte ihn für die Deutschliberale Partei in den Reichsrat. Er war als Befürworter der Glaubensfreiheit gegen die Forderung des Klerus einer gesetzlichen Glaubenseinheit und gegen die Unterdrückung andersgläubiger (nicht katholischer) Glaubensgemeinschaften. Persönlich war er jedoch ein überzeugter Katholik. 1867 wurde er zum Landeshauptmannstellvertreter ernannt und am 24. September 1869 schließlich zum Landeshauptmann von Tirol gewählt. Er war als Liberaler Angehöriger der Minderheit im Landtag, die Mehrheit der Landtagsabgeordneten waren Vertreter des Klerus. Dieses Amt hatte er bis zur Auflösung des Landtages im Jahre 1871 inne. 1873 wurde er von der Handelskammer Bozen und den Wahlkreisen von Bozen, Meran und Glurns erneut in den Reichsrat gewählt, wo er Obmann des Fortschrittlichen Clubs wurde.